# Comparettia sillarensis
Comparettia sillarensis är en orkidéart som först beskrevs av Dodson och Roberto Vásquez, och fick sitt nu gällande namn av Mark W. Chase och Norris Hagan Williams. Comparettia sillarensis ingår i släktet Comparettia, och familjen orkidéer.
Artens utbredningsområde är Bolivia. Inga underarter finns listade i Catalogue of Life.